# Bitter
För andra betydelser, se Bitter (olika betydelser).
Bitter är en spritdryck som kan innehålla bland annat malörtsextrakt, gentianarot, pomeransskal, kinabark eller andra örtessenser för att ge en bitter eller bittersöt smak åt spriten. Det finns en mängd olika varumärken och drycken användes förr som en patentmedicin, men dricks numera som aperitif eller används som smaksättning i drinkar.

## Exempel
- Fernet Branca
- Jägermeister
- Gammel Dansk
- Angostura Bitter